# Symphyotrichum pygmaeum
Symphyotrichum pygmaeum là một loài thực vật có hoa trong họ Cúc. Loài này được (Lindl.) Brouillet & Selliah mô tả khoa học đầu tiên năm 2005.